# Terme Grocco
Lo stabilimento delle Terme Grocco è uno degli stabilimenti termali di Montecatini Terme.

## Storia
L'edificio, composto da due corpi contigui, venne realizzato in tempi molto brevi fra il 1903 e il 1904 su progetto di Giulio Bernardini, in prossimità degli stabilimenti Tamerici e Leopoldine. Era destinato all'estrazione dei Sali Tamerici, attività svolta secondo appositi processi industriali, e alla vendita degli stessi; la speranza degli amministratori era quella di creare per la città una nuova fonte di profitto di respiro nazionale.
Nell'arco di circa venti anni cambiò diverse destinazioni d'uso: fu sede degli uffici della Direzione Generale delle Terme e fu il Palazzo delle Esposizioni di Montecatini dal 1925 al 1940. Nel sottosuolo venne realizzata una piscina con acqua termale appositamente convogliata, opera che rese possibile proporre ai clienti delle terme anche la riabilitazione motoria in acqua per la cura delle patologie dell'apparato locomotore. 
Negli anni sessanta il palazzo venne attrezzato e fu a disposizione della cittadinanza come Centro analisi.

## Dedicazione
Nel 1956, in occasione del centenario della nascita di Pietro Grocco, la struttura venne a lui intitolata in omaggio all'impegno profuso in qualità di ispettore governativo e direttore sanitario delle Terme; si deve a Grocco la rielaborazione delle norme per il corretto uso delle acque e la sistemazione delle sorgenti secondo moderni criteri igienici.

## Recentemente
Chiuso nel 2008, l'intero complesso è in attesa di ristrutturazione. Nel 2017 è stato proposto per la vendita o l'affitto al fianco di altri quattro edifici: terme Excelsior, Palazzina Consulenti, terme della Torretta e l'edificio ex-Bibite gratuite.